# Laringoscopia
La laringoscopia è una procedura medica che permette la visione della laringe; si effettua con strumenti particolari che illuminano la laringe, tra cui il laringoscopio.
Con tale pratica si riescono ad esaminare la mucosa presente nella laringe e la situazione delle corde vocali; pertanto serve a diagnosticare infiammazioni, presenza di polipi o tumori, e permette di effettuare l'intubazione della trachea.

## Tipologia
Può essere diretta e indiretta.
- Laringoscopia indiretta: il piano laringeo è visualizzato tramite uno strumento che ne riflette l'immagine al di fuori del cavo orale. La persona è seduta e con la bocca aperta; si procede all'ispezione con uno specchietto, riscaldato per evitarne l'appannamento.
- Laringoscopia diretta: viene introdotto un laringoscopio attraverso la bocca aperta. La persona si trova in posizione supina. La tecnica fu introdotta da János Bókai e perfezionata da Gustav Killian attraverso l'istituzione nel 1897 anche di un broncoscopio, che da allora sostituì la laringoscopia indiretta.[2]